# Juan Alonso de la Torre
En la relación de los naturales de La Albuera (Badajoz) que participaron en el proceso conquistador del Nuevo Mundo, figuran dos personas con el mismo nombre. El primero de la lista, es un tal Juan Alonso, hijo de Hernán Martín e Inés Alonso. Este obtiene licencia para pasar a México el 16 de marzo de 1550. Este Juan Alonso es el que señala el venezolano Roberto Picón-Parra como uno de los participantes en la fundación de la Mérida andina en su libro “Fundadores, primeros moradores y familias coloniales de Mérida”, pero este personaje nada tuvo que ver con este acontecimiento.

## Biografía
El otro conquistador de La Albuera, que aparece reseñado con el nombre de Juan Alonso de la Torre, es el que intervino en la fundación de la Mérida andina, ya que en 1536 pasaba a Canarias y desde allí al Nuevo Mundo, donde llegaba a Santa Marta para participar en la conquista del territorio neogranadino (la actual Colombia) actuando en la fundación de Bogotá y en la exploración y pacificación de la parte nor-oriental del territorio colombiano.
En esa comarca, Juan Alonso de la Torre, después de participar en la conquista de la zona e intervenir en la fundación de la ciudad andina de Vélez, su coterráneo el capitán Martín Galeano, le encomendaba una exploración aurífera; al mando de 30 hombres le encargaba el reconocimiento de una zona que comprendía varios de los arroyos tributarios del río Magdalena donde se suponía que había ricos yacimientos auríferos, pero después de andar explorando durante quince días, pelear con los indios comarcanos y tener serias dificultades para escapar con vida, tuvieron que desistir del intento

## Fundación de Mérida
Durante las campañas neogranadinas, por donde intervinieron castrensemente la mayoría de los conquistadores que participaron en la exploración y pacificación de Colombia, también intervinieron en la parte nor-occidental de Venezuela, ya que estos territorios pertenecían entonces a la Real Audiencia de Santa Fe. Como de la Torre había conocido y peleado junto a Juan Rodríguez Suárez en las campañas neogranadinas, por esta razón ambos conquistadores mantenían fraterna amistad. 
Cuando Rodríguez Suárez es comisionado para reconocer las Sierras Nevadas, entre su gente de confianza llevaba a Juan Alonso de la Torre, y una vez que han fundado la ciudad de Mérida, éste será nombrado regidor y Rodríguez Suárez le concederá una de las mejores y extensas encomiendas de la zona, situada entre el río Chama y el páramo andino de la laguna de Macubají.

## El olor de las esmeraldas
Pero a Juan Alonso de la Torre parece ser que le llamaban más las armas y el suspense de la pelea que la paz aburrida de encomendero, ya que en la ciudad de Vélez también le habían concedido un repartimiento, al cual renunció.  
Al poco tiempo de estar en Mérida, abandonaba sus prebendas y junto con Juan Esteban Vasco y Miguel de Trejo Panyagua, a mediados de 1560 partían para el territorio neogranadino de los Muzos a reforzar las huestes del capitán Luis Lanchero e intervenían en la fundación de La Trinidad de los Muzos, en la zona de los yacimientos de esmeraldas. 
La zona aun presentaba problemas de pacificación y los indígenas muzos no querían someterse a sus encomenderos y Juan Alonso tuvo que poner orden entre los descontentos y lo hizo con tal acierto que sin recurrir a ningún castigo de escarmiento, los indios depusieron su rebeldía y volvieron  a convivir pacíficamente con los españoles.
Juan Alonso de la Torre, debió quedarse y formar familia en la tierra de las esmeraldas, porque en el año 1561 moría su amigo Juan Rodríguez Suárez, y Juan Alonso no volvió a Mérida.